# Osmundites
Osmundites é um gênero extinto da família Osmundaceae. Plantas vascularizadas sem sementes (samambaias ou fetos) e reprodução por esporos. Tinham folhas do tipo frondes. Viviam em ambientes úmidos e pantanosos.

## Espécies
- Osmundites brasiliensis: No Brasil a espécie foi descrita por Andrews em 1950. Foi localizada no município de Rio Pardo. Está na Formação Rio Bonito e datam  do Sakmariano, no Permiano.